# Kenilworth Castle (Schiff)
Die Kenilworth Castle (II) war ein 1904 in Dienst gestellter Passagierdampfer, der von der britischen Reederei Union-Castle Line im Passagier- und Postverkehr zwischen Großbritannien und Südafrika eingesetzt wurde. Sie diente im Ersten Weltkrieg als Truppentransporter und wurde 1937 in Nordengland abgewrackt.

## Das Schiff
Das 12.974 BRT große Dampfschiff Kenilworth Castle wurde auf der Werft Harland & Wolff im nordirischen Belfast gebaut. Ihr identisches Schwesterschiff war die Armadale Castle (12.973 BRT), die zeitgleich bei Fairfield Shipbuilders in Govan gebaut und bereits Ende 1903 in Dienst gestellt wurde. Diese beiden Schiffe waren die ersten Neuaufträge, nachdem sich im Jahr 1900 die Reedereien Union Steamship Company Ltd. (Union Line, gegründet 1857) und Castle Mail Packet Company Ltd. (Castle Line, gegründet 1862) zusammengeschlossen und die neue Union-Castle Line gebildet hatten. Sie waren die bis dahin größten Schiffe der beiden Ursprungsreedereien.
Die 173,8 Meter lange und 19,7 Meter breite Kenilworth Castle hatte zwei Schornsteine, zwei Masten und zwei Propeller. Sie wurde von zwei Vierfachexpansions-Dampfmaschinen angetrieben, die 12.000 PSi leisteten und eine Höchstgeschwindigkeit von 17 Knoten ermöglichten. Sie lief am 5. Dezember 1903 bei Harland & Wolff vom Stapel und wurde am 14. Mai 1904 fertiggestellt. Anschließend ging das Schiff auf Jungfernfahrt und auf dem Passagier- und Postdienst der Union-Castle Line zwischen Southampton und Kapstadt.
Die Kenilworth Castle war das letzte Schiff, auf dem Reginald Lee, der ehemalige Ausguck der Titanic Dienst tat, bevor er im August 1913 an den Folgen einer Pleuritis verstarb.
Während des Ersten Weltkriegs diente die Kenilworth Castle als Truppentransporter. Am 4. Juni 1918 befand sie sich zusammen mit der Durham Castle in einem Konvoi von Südafrika nach England, der von fünf Zerstörern begleitet wurde. Als die Kenilworth Castle vor dem Eddystone-Leuchtturm der scheinbar auffahrenden Kent ausweichen wollte, kollidierte sie mit der Rival. Wasserbomben, die an Bord der Rival verstaut waren, rutschten von Bord und explodierten unter dem Heck der Kenilworth Castle. 15 Besatzungsmitglieder des Schiffs kamen ums Leben und das Schiff selbst wurde schwer beschädigt.
Nach Kriegsende kehrte die Kenilworth Castle dennoch in den zivilen Passagierverkehr zurück. Sie wurde 1937 in Blyth durch die Hughes Bolckow Shipbreaking Company abgewrackt.